# Anaranjado (heráldica)

Escudo de la comuna francesa de Tavel, con campo de aurora.

En heráldica, anaranjado o aurora es la denominación del color  naranja. Es muy poco utilizado.

## Usos y representación

Anaranjado heráldico y uno de los patrones de rayado que se ha usado para representarlo cuando no se dispone de colores

En la heráldica occidental, los colores universalmente aceptados son siete: oro, plata, gules, azur, sable, sinople y púrpura. Los demás esmaltes y metales son de invención posterior y suelen restringirse a la heráldica de determinada nación o región. En el caso del anaranjado, se emplea principalmente en la heráldica europea continental. El «anaranjado» (tenné) de la heráldica inglesa es equivalente al esmalte leonado continental, pero se representa con un matiz que se inclina hacia el anaranjado. Véase leonado.
La coloración del esmalte anaranjado o aurora no se encuentra definida con exactitud, por lo que el tono y el matiz de naranja a emplear para representarlo quedan a criterio del artista heráldico. Se recomienda, sin embargo, que el color empleado sea intenso y fiel a su naturaleza, a riesgo de que el anaranjado pueda confundirse con otro color heráldico, como el oro o el gules.
Cuando no se dispone de colores, el anaranjado heráldico puede representarse mediante un rayado muy fino de líneas verticales paralelas interrumpidas por puntos, como se ve a la izquierda de estas líneas. Este el método de representación que se ve comúnmente en grabados a una tinta, aunque el patrón indicado no es el único que existe para este esmalte.

## Ejemplos de uso

El escudo de Armenia, con un escusón anaranjado en su centro
Escudo de la comuna francesa de Lamorlaye
Escudo del municipio español de Cherta, que lleva un naranjo arrancado de sinople, frutado de anaranjado